# Z-M Weapons LR 300
LR-300 è un fucile d'assalto prodotto dall'azienda statunitense Z-M Weapons, prodotto a partire dal 2000. La sigla LR sta per "Light Rifle" (fucile leggero) e 300 è la gittata effettiva di 300 metri del fucile con una pallottola incamiciata standard da 55 grani.

## Storia
Venne ideato da Allan Zitta come un aggiornamento dell'M16 e dell'AR-15; nel 2008 i diritti di produzione sono stati concessi in licenza alla Para USA, la sussidiaria statunitense della canadese Para-Ordnance Ltd. Il fucile rielaborato è venduto negli USA come fucile tattico a partire dal 2009.

## Caratteristiche tecniche
Il fucile è nato principalmente per essere adottato dall'esercito e dalle forze di polizia ed è per questo che è dotato di una canna corta e di un selettore di fuoco. Esistono anche versioni civili limitate al fuoco semiautomatico, ma sono molto più costose dell'AR-15. La particolarità dell'LR-300 è l'utilizzo del sistema, brevettato dallo stesso Zitta, denominato DIGS (Delayed Impingement Gas System) (=sistema a presa diretta dei gas) che consente l'allocazione della meccanica non più all'interno del tubo collocato posteriormente al castello, bensì sopra la canna, rendendo così possibile l'utilizzo di calci pieghevoli.
L'LR-300 è infatti l'unica arma in stile M4 ad adottare calciature pieghevoli, che rendono questa arma il più compatto M4 in commercio (e per questo é ambito fra le forze speciali). Il sistema DIGS elimina inoltre quasi totalmente il rilevamento, l'LR-300 è praticamente senza rinculo.

## Versioni
La versione commercializzata dalla Para USA è denominata TTR e differisce in molti particolari, fra cui lunghezza della canna e spegnifiamma, rispetto alla versione originale prodotta dalla Z-M Weapons. 
La versione rielaborata dalla Para-Ordnance Ltd non ha il selettore di fuoco e può sparare solo in modalità semiautomatica.